# Svarttjärnen (Sävars socken, Västerbotten, 711228-173309)
Svarttjärnen är en sjö i Umeå kommun i Västerbotten och ingår i Sävaråns huvudavrinningsområde.